# Un gamin
Pour plus de détails, voir Fiche technique et Distribution.
Un gamin (néerlandais : Kruimeltje) est un film néerlandais de comédie réalisé par Maria Peters et sorti en 1999. Il devait être nommé à la 73e cérémonie des Oscars pour l'Oscar du meilleur film en langue étrangère, mais n'a pas été accepté,.

## Synopsis
Un gamin suit la vie de Kruimeltje (Ruud Feltkamp), un garçon des rues de Rotterdam dans les années 1920, vit avec la femme sévère Koster (Sacha Bulthuis). Sa mère l'a un jour laissé à cet endroit parce qu'elle ne pouvait plus s'occuper de lui. De Koster, Kruimeltje doit toujours s'assurer qu'il y a de l'argent dans la maison, mais à son grand dam, il n'y parvient pas très bien. Kruimeltje a un copain, Keesie (Yannick van de Velde). Un vitrier incite Kruimeltje à briser des vitres, ce qui le conduit en prison pour une nuit. Kruimeltje décide ensuite d'aller en Amérique à la recherche de son père, mais un billet simple coûte 300 florins, et il est aussi trop jeune pour voyager seul. Crumb trouve un chien, Moor, et décide de le garder. Ensuite, il rencontre Wilkes (Hugo Haenen). Ce dernier découvre que son meilleur ami, parti en Amérique il y a des années, est le père de Kruimeltje.
Après que le magasin de Wilkes ait brûlé et qu'il ait été hospitalisé, Kruimeltje se retrouve à l'orphelinat. Le patron de cet orphelinat, le père Keyzer (Jan Decleir), est très strict et Kruimeltje s'enfuit et trouve par hasard le refuge pour animaux. Après avoir appris qu'ils seront euthanasiés au bout de trois jours, il libère tous les chiens du refuge. Wilkes se remet en route et décide de rechercher le père de Kruimeltje en Amérique. Mais à ce moment-là, Crumb doit retourner à l'orphelinat. Ce n'est pas facile, mais Kruimeltje décide de persévérer. Mais une fois encore, les choses vont trop loin et il décide de s'échapper une fois de plus. Ensuite, Kruimeltje se lie d'amitié avec une pianiste (Thekla Reuten). Cette pianiste, Lize van Dien, découvre grâce au médaillon que porte Kruimeltje qu'il est son fils perdu. Elle ne le lui dit pas au début, car il a dit qu'il ne veut plus rien avoir à faire avec sa mère parce qu'elle l'a abandonné. Crumb et Lize vont chercher Wilkes au port à son retour d'Amérique. Il a trouvé le père de Kruimeltje (Rick Engelkes), qui est venu avec lui. Kruimeltje apprend alors que Lize est sa mère et la serre quand même dans ses bras.

## Distribution
- Ruud Feltkamp
- Hugo Haenen
- Rick Engelkes
- Thekla Reuten
- Yannick van de Velde
- Gilles van Welze
- Sacha Bulthuis
- Ingeborg Uyt den Boogaard
- Jaap Maarleveld
- Joop Doderer
- Jaap Spijkers
- Bert Geurkink
- Eric van der Donk
- John Kraaijkamp, Sr.
- Rick Nicolet
- Jan Decleir
- Lou Landré
- Maarten Wansink
- Jack Wouterse

## Suite
En février 2020, un second film de Kruimeltje est sorti et intitulé Kruimeltje en de strijd om de goudmijn